# Хайтем Жуїні
Хайтем Жуїні (фр. Haythem Jouini, араб. هيثم جويني, нар. 7 травня 1993, Туніс) — туніський футболіст, нападник клубу «Есперанс».

## Ігрова кар'єра
Народився 7 травня 1993 року в місті Туніс. Вихованець футбольної школи клубу «Есперанс». Дорослу футбольну кар'єру розпочав 2012 року в основній команді того ж клубу, в якій провів чотири сезони, взявши участь у 68 матчах чемпіонату. У 2014 році став з командою чемпіоном Тунісу. В тому ж році з 6 голами став найкращим бомбардиром Ліги чемпіонів КАФ.
31 серпня 2016 року Жуїні перейшов на правах оренди на сезон у клуб «Тенерифе» з іспанської Сегунди. Дебютував за новий клуб 10 вересня, замінивши Амата Ндіає в домашній грі з «Реалом Вальядолід» (1:0). Жуїні забив свій перший гол в Іспанії 25 вересня 2016 року в гостьовому матчі проти «Мірандеса» (2:3). Всього провів за сезон у клубі із Санта-Крус-де-Тенерифе 20 матчів у чемпіонаті, але не допоміг їй повернутись в еліту, програвши у фіналі плей-оф «Хетафе» (1:3, 1:0).
Влітку 2017 року повернувся в «Есперанс». З командою двічі поспіль виграв Лігу чемпіонів КАФ. Станом на 12 грудня 2019 року відіграв за команду зі столиці Тунісу 31 матч в національному чемпіонаті.

## Досягнення
- Чемпіон Тунісу: 2014, 2018, 2019
- Володар Суперкубка Тунісу: 2019
- Володар Кубка арабських чемпіонів: 2017
- Переможець Ліги чемпіонів КАФ: 2018, 2019